# The Wild Blue Yonder
The Wild Blue Yonder és una pel·lícula de ciència-ficció fantàstica del 2005 del director alemany Werner Herzog. Va ser presentada a la 62a Mostra Internacional de Cinema de Venècia, on va guanyar el Premi FIPRESCI. Es va projectar a competició al Festival Internacional de Cinema de Mar del Plata i el XXXVIII Festival Internacional de Cinema Fantàstic de Catalunya, on hi va guanyar el premi "Carnet Jove – Menció Especial". La major part de la pel·lícula consisteix en metratges recontextualitzats de documental que es superposen amb narració de ficció (de vegades fantàstica). Aquesta tècnica es va utilitzar a la pel·lícula anterior d'Herzog Lektionen in Finsternis (1992).
El nom de la pel·lícula prové de la primera línia de la cançó "The U.S. Air Force". Les escenes a l'espai són cortesia de la NASA. Segons els extres del DVD, l'entrevista amb l'extraterrestre es filma a Niland, CA, i a prop de Slab City, CA.

## Argument
La pel·lícula tracta d'un extraterrestre (interpretat per Brad Dourif) que va arribar a la Terra fa unes dècades des d'un planeta d'aigua (The Wild Blue Yonder) després d'això. va experimentar una edat de gel. La seva narració revela que la seva carrera ha intentat al llarg dels anys formar una comunitat al nostre planeta, sense cap èxit.
L'extraterrestre també explica la història d'una missió espacial de la qual va descobrir gràcies a la seva feina a la CIA. A finals de la dècada de 1990, es van desenterrar i examinar les restes de l'accident OVNI de Roswell. Els científics van creure erròniament que havien contret una malaltia alienígena infecciosa a partir de les deixalles. Es va llançar una missió d'exploració a Blue Yonder (representada amb imatges d'arxiu de la missió del transbordador espacial STS-34 i l'expedició de busseig d'Henry Kaiser a Antàrtida) per explorar la possibilitat d'establir una nova colònia humana no infectada al planeta. Després de trobar Blue Yonder adequat per a l'habitació humana, els astronautes van tornar a casa 820 anys més tard, només per descobrir que la Terra havia estat abandonada en la seva absència.